# A WILL
《A WILL》는 LUNA SEA의 8번째 정규 앨범이다.

## 개요
- 7 번째 앨범 (LUNACY」이후 13년 5 개월 만에 발매되었으며, REBOOT 선언 후 첫 정규 앨범이다. 초회 한정반은 통상판을 포함하여 4가지 형태로 발매되었다.
- "합숙으로 곡을 만든다'는 밴드의 원점 회귀와 같은 형태로 제작이 시작되었다. 앨범 타이틀 「A WILL」은 RYUICHI의 제안으로 명명되었으며, "미래를 향한 유서"라는 의미가 담겨있다고 한다. 싱글 중 "PROMISE", "THE ONE -crash to create-"는 본 앨범에는 수록되지 않고, 이후 2014년 5월 28일에 발매된 25주년 베스트 앨범 LUNA SEA 25th Anniversary Ultimate Best -THE ONE-에 수록되었다.

《LUNA SEA 3D IN LOS ANGELES》는 LUNA SEA의 라이브 앨범이자 동명의 3D 영화 사운드트랙이다.
2010년에 열린 LUNA SEA의 월드투어 'LUNA SEA 20th ANNIVERSARY WORLD TOUR REBOOT -to the New Moon- "의 공연 중 12월 4일 미국 로스 앤젤레스에서의 공연이 담겨있다. 본 공연은 3D 영상으로 영화관에서 상영된 작품의 사운드트랙이기도 하다. 라이브 앨범 발매는 전작 「NEVER SOLD OUT」이후 약 12년 만이다. 초회 한정반은 멀티 디지털 팩 + 32P 소책자 + 자켓 사이즈 스티커 봉입. 일부 곡은 커트되어 있다. 다만, DISC 1에 수록된 gravity의 라이브 음원은 영화로는 공개되지 않았으며, 오직 이 앨범에만 수록되어 있다.

## 수록곡
- 전체 작사 ・ 작곡 ・ 편곡：LUNA SEA

### DISC 1
1. 月光 -Opening SE- (베토벤의 월광 소나타 1악장을 바탕으로 만든 연주곡)
2. LOVELESS
3. Déjàvu
4. SLAVE
5. END OF SORROW
6. TRUE BLUE
7. gravity
8. RA-SE-N
9. Providence
10. GENESIS OF MIND ~夢の彼方へ~ (꿈의 저편으로)

### DISC 2
1. STORM
2. DESIRE
3. TIME IS DEAD
4. ROSIER
5. TONIGHT
6. I for You
7. WISH